# Dokument (právo)

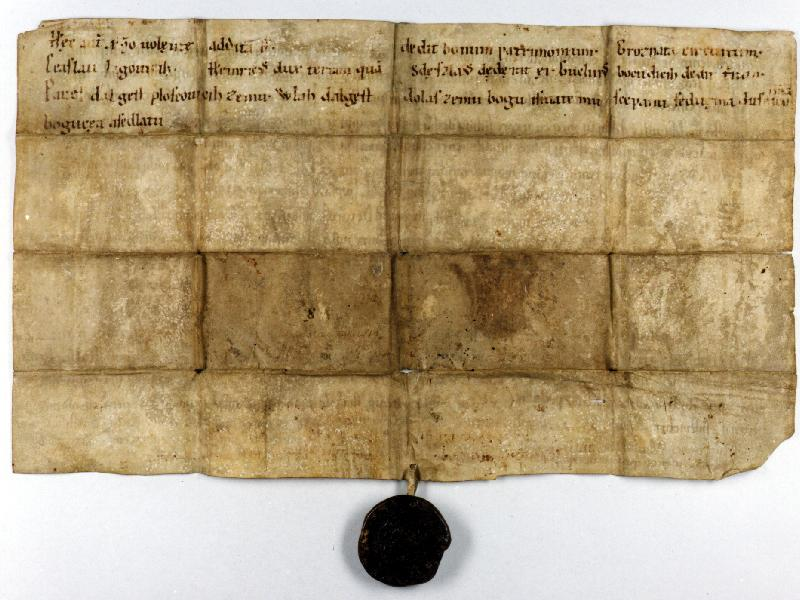
Zakládací listina litoměřické kapituly obsahuje český přípisek ze 13. století, jedná se tak o nejstarší dochovaný dokument s použitím českého jazyka

Dokument je z hlediska českého práva definován zákonem o archivnictví a spisové službě. Je jím každá písemná, obrazová, zvuková nebo jiná zaznamenaná informace, ať již v podobě analogové či digitální, která byla vytvořena svým původcem nebo byla původci doručena.

## Charakteristika
Takovým dokumentem mohou být různé doklady ve formě veřejné listiny (např. vysokoškolský diplom, živnostenský list, písemné vyhotovení soudního rozsudku, rodný list, cestovní pas atd.), stejně jako jakákoli jiná listina či další písemnosti, ať již slouží jako podklady k vydání veřejné listiny nebo k jiným účelům. Za dokumenty se považují také různé fotografické, filmové či zvukové záznamy.
Veřejnoprávní instituce (a v některých zvláštních případech i soukromé osoby) mají povinnost své vlastní dokumenty uchovávat a umožnit, aby z nich mohly být vybrány archiválie. To jsou ty z dokumentů, které mají být ve veřejném zájmu vzhledem ke svému zvláštnímu významu uchovávány trvale. O výběru rozhodují příslušné archivy. Ostatní dokumenty podléhají skartaci, před její realizací jsou obvykle po stanovenou dobu uloženy ve spisovně. Všechny dokumenty, které se týkají vyřízení určité věci, se spojují do jednoho spisu a nesou proto stejnou spisovou značku. Dokumenty v analogové podobě se vzájemně spojují fyzicky, dokumenty v digitální podobě se spojují prostřednictvím metadat. Dokumenty lze také konvertovat, tedy převést je z listinné podoby do podoby datové zprávy nebo datového souboru a naopak. Konverzi provádějí orgány veřejné moci a advokáti, převedený dokument má pak stejné právní účinky, jako ten původní.